# Élections locales écossaises de 2012 à City of Edinburgh
Pour un article plus général, voir Élections locales écossaises de 2012.

Les élections locales écossaises de 2012 à City of Edinburgh se sont tenues le 3 mai 2012.

## Composition du conseil
Majorité absolue : 30 sièges
| Parti               | Sièges  |
| ------------------- | ------- |
| Travailliste        | 20 / 58 |
| SNP                 | 18 / 58 |
| Conservateur        | 11 / 58 |
| Vert                | 6 / 58  |
| Libéraux-démocrates | 3 / 58  |